# Viola colliniformis
Viola colliniformis är en violväxtart som beskrevs av Josef Murr. Viola colliniformis ingår i släktet violer, och familjen violväxter. Inga underarter finns listade i Catalogue of Life.